# Sergeevite
La sergeevite è un minerale.